# Société de géographie de Berlin

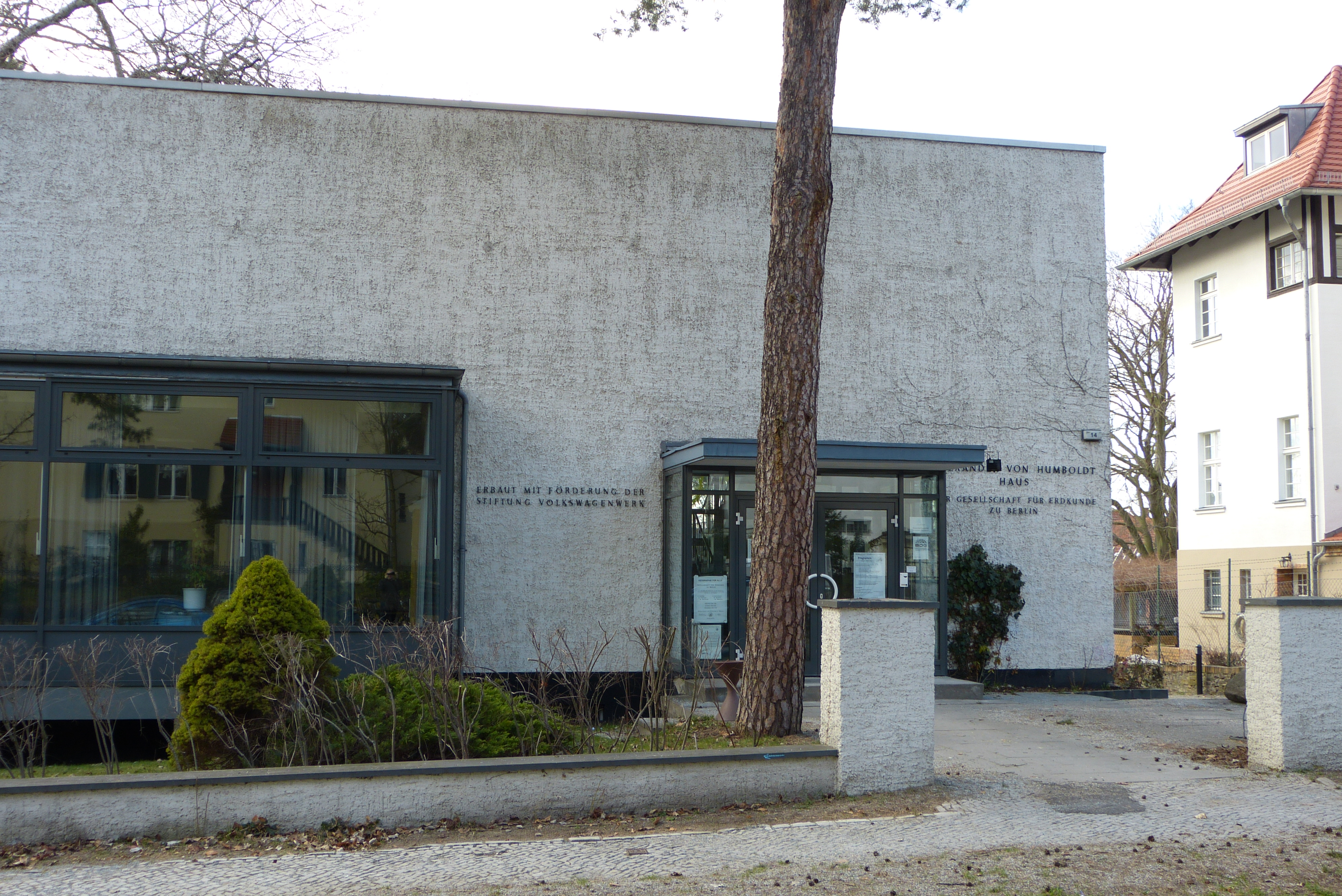
Siège de la Société de géographie de Berlin, à Berlin-Steglitz

La société de géographie de Berlin (Gesellschaft für Erdkunde zu Berlin), fondée en 1828 à l'initiative de Carl Ritter, Alexander von Humboldt et Heinrich Berghaus, est la deuxième plus ancienne société de géographie au monde après celle de Paris. 
Elle a joué un rôle important dans l'exploration de l'Afrique au XIXe siècle en soutenant plusieurs expéditions, dont celles de Friedrich Gerhard Rohlfs. Elle a également soutenu l'expédition sino-suédoise (1927-1935). Elle a été présidée notamment par Heinrich Barth et Gustav Nachtigal.